# 三宅智子
三宅 智子（みやけ ともこ、1983年11月21日 - ）は、日本のタレント、フードファイター。岡山県出身。個人事務所「MTコーポレーション」所属。

## 略歴
- 中学卒業後、16歳で上京。コンビニ、スーパー、居酒屋でアルバイトしながら、自分で学費を払って、通信制の八洲学園高等学校と美容専門学校に通い、エステティシャンになる[3][4]。
- 2005年
  - 10月 - 国民投票型オーディション番組「OUT★PUT」にオーディション参加者として出演。
  - 11月 -「元祖!大食い王決定戦〜信州・上越編」の初出場、予選敗退[4]。
- 2006年4月 -「元祖!大食い王決定戦 新爆食女王誕生戦～沖縄編」4位。
- 2007年
  - 3月 - 銀座のエステサロンを退職。フリーでタレント活動を始める。
  - 4月 -「元祖!大食い王決定戦 ギャル曽根vs新怪物たち 爆食女王限界死闘編〜ハワイ編」準優勝。
  - 8月 - エイベックス&イースト所属。
- 2008年2月 - 月刊誌「sabra」の2008年3月号でグラビアデビュー[2]。
- 2010年9月 - 個人事務所「MTコーポレーション」を設立。
- 2012年4月 -「元祖!大食い王決定戦 爆食なでしこ乱れ咲き〜ベトナム編」準優勝。
- 2014年4月8日 - 自身の出身地である岡山の食材・料理を中心に提供する飲食店「OKAYAMA DINNING 銀座みやけ家」をオープンした[5]。
- 2015年 - 一般男性と入籍。2016年4月17日に第1子の男児を出産[6]。
- 2018年4月末 - 育児専念のため「OKAYAMA DINNING 銀座みやけ家」閉店。
- 2024年12月 - 自身がゲスト出演した江頭2:50のYoutubeチャンネル「エガちゃんねる」にて一般男性と離婚した事を公表した[7]。

## 人物
- 「元祖!大食い王決定」では、当初エステティシャンであったことから中村有志から「エステ三宅」と命名され呼ばれていたが、個人事務所設立を経て飲食店経営者となってからは「三宅社長」と呼ばれることが多い。
- 元々は芸能界に入りたくて、歌やダンスのレッスンを受けていた。
- 小学校の頃からTVチャンピオン（の大食い選手権）が大好きで家族でいつも見ており、当時どれだけ食べてもお腹が一杯になったことがなかったので「私もあれぐらい食べられる」と子供ながら思っていたという。一旦番組が終了した後再開した際に親や友達から「大食いの番組また始まったから出なよ」と言われて「じゃあ予選だけ」という感じで、2005年の秋の大会に参加したのがきっかけで、フードファイターになった。[8][9]。
- 2015年上半期時点で飲食容量は10kg程度。4～5ℓの飲み物で空腹感を減らすようにしている。[10]。
- 事務所を辞めて独立した後は芸能の仕事をしながらラーメン屋で2年半修業し「いつかはラーメン屋」をと考えていた。ところが、友達に勧められ、1年くらい丼ランチの店をやってみたところ「毎日同じ物を作るより、週替わりメニューとか色々考えられるお店の方が楽しいかな」と思うようになり、現在の営業形態に至っている。[11]。

## 出演

### テレビ
- OUT★PUT（2005年10月2日 - 2006年1月1日、テレビ東京）
- 日曜ビッグバラエティ（テレビ東京）
  - 「元祖!大食い王決定戦 〜信州・上越編」（2005年11月6日）※予選敗退
  - 「元祖!大食い王決定戦 新爆食女王誕生戦～沖縄編」（2006年4月2日）※4位
  - 「元祖!大食い王決定戦 ギャル曽根vs新怪物たち 爆食女王限界死闘編〜ハワイ編」」（2007年4月1日）※準優勝
  - 「元祖!大食い王決定戦 爆食女神 終わりなき聖戦〜ハワイ編」（2010年3月21日）※1回戦敗退
  - 「元祖!大食い王決定戦 爆食なでしこ乱れ咲き〜ベトナム編」（2012年4月8日）※準優勝
  - 「元祖!大食い王決定戦 限界を突き抜ける者たち〜マカオ編」（2012年9月30日）※本戦出場
  - 「元祖!大食い王決定戦 炎の番外編!!大食いなでしこが行く!～全国仰天デカうま料理食べまくりSP～」（2012年12月23日）
  - 「元祖!大食い王決定戦 爆食なでしこ頂上決戦〜ベトナム編」（2013年3月30日）※予選敗退
  - 「元祖!大食い王決定戦 真!最強伝説〜シンガポール編」（2013年9月28日）※予選敗退
  - 「国別対抗!大食い世界一決定戦」（2014年6月21日・22日）※チーム戦
- 三宅智子の女子的☆駅弁紀行（2013年3月 - 8月、鉄道チャンネル）
- 塚田けんぢのみんなのラーメン[12]（2013年4月 - 2016年3月、INC長野ケーブルテレビ）
- 腹ペコ!なでしこグルメ旅（2013年10月4日 - 2014年9月26日、テレビ東京） - 「大食いなでしこ」として（準レギュラー）
- ブラマリのいただきっ!（2014年10月27日 - 2015年6月12日、テレビ東京） - 同上
- 三宅智子の駅弁女子ひとり旅（2015年11月11日 - 2016年12月7日、鉄道チャンネル）
- ウワサのお客さま（2020年5月1日 - 、フジテレビ） - 「ウワサ大食いオールスターズ」として（不定期出演）

### CM
- モンテローザ 北海道限定（2009年）

### イメージキャラクター
- 第4回ビューティメニューフェア（池袋東武百貨店）
- 出雲観光大使
- 株式会社KCBプランニング機動洗車隊イメージガール

## 作品
- 写真集「三宅智子を召しあがれ!」（2008年6月28日、竹書房）
- DVD
  - 「三宅智子を召しあがれ!」（2008年7月25日、ハッツ・アンリミテッド）
  - 「Melona」（2010年5月19日、ハッツ・アンリミテッド）
- 1st single「Confession」（2010年3月19日、配信限定）